# Lakaträsk
Lakaträsk is een dorp (småort) binnen de Zweedse gemeente Boden. Het stadje komt in 2005 niet meer voor op de lijst van småorts want het heeft minder dan 50 inwoners en voldoet daarmee niet meer aan de definitie. Bij de vorige meting in 2000 had het precies 50 inwoners. Het heeft een halteplaats (Lkä) en rangeerterrein aan de Ertsspoorlijn, de spoorlijn deelt het dorp in tweeën. Het bijbehorende meer ligt 2 kilometer zuidwaarts.